# Taslan
Taslan® je obchodní značka příze tvarované stlačeným vzduchem.
Taslan byl vyvinut u firmy DuPont v roce 1952 (viz Kießling/Matthes), v roce 1997 převzala patent na jeho výrobu švýcarská firma Heberlein. V České republice skončila platnost ochranné známky pro použití názvu taslan 10.3.2014.
Taslan je nejstarší a i na začátku 21. století nejznámější značka příze tvarované studeným stlačeným vzduchem. Podle nepotvrzených údajů obnášel podíl tohoto druhu na celosvětové výrobě tvarovaných přízí 5 % tj. řádově 0,5 milionu tun ročně.
Příze se používají zejména na tkané a pletené sportovní oděvy a na šicí nitě.
Od jména taslan se v některých odborných publikacích odvozuje název technologie tvarování příze vzduchem: taslanizing, Taslanverfahren (viz Kießling/Matthes).